# مطثية متحملة للحمض
مطثية متحملة للحمض (الاسم العلمي: Clostridium aciditolerans) هي نوع من البكتيريا يتبع جنس المطثية من الفصيلة المطثاوية.